# Монтенеро Сабино
Монтенеро Сабино (итал. Montenero Sabino) је насеље у Италији у округу Ријети, региону Лацио.
Према процени из 2011. у насељу је живело 131 становника. Насеље се налази на надморској висини од 431 м.

## Становништво
Према резултатима пописа становништва 2011. у општини је живело 295 становника.
| 1931. | 1936. | 1951. | 1961. | 1971. | 1981. | 1991. | 2001. | 2011. |
| ----- | ----- | ----- | ----- | ----- | ----- | ----- | ----- | ----- |
| 681   | 681   | 716   | 541   | 481   | 429   | 373   | 345   | 295   |